# Opharus imitata
Opharus imitata är en fjärilsart som beskrevs av Druce. Opharus imitata ingår i släktet Opharus och familjen björnspinnare. Inga underarter finns listade i Catalogue of Life.